# أتيغ
أتيغ (بالروسية: Атиг) هي مدينة في مقاطعة سفيردلوفسك أوبلاست في روسيا.